# Andrija Balić
Andrija Balić (Spalato, 11 agosto 1997) è un calciatore croato, centrocampista del Dugopolje.

## Caratteristiche tecniche
Paragonato a Blaž Slišković per prestanza fisica e doti tecniche, Balić è un metronomo di centrocampo - abile anche in fase di interdizione - in grado di dettare i ritmi di gioco e di impostare l'azione. In possesso di un'ottima visione di gioco, a cui abbina buone doti tecniche, è in grado di effettuare passaggi con estrema precisione, seppur prediliga gestire la sfera con passaggi corti.
Agisce da regista arretrato, pur essendo in grado di disimpegnarsi sia da mezz'ala che da trequartista.

## Carriera

### Club
Muove i suoi primi passi nel settore giovanile del Dugopolje, prima di approdare all'Hajduk Spalato nel 2007. Esordisce in prima squadra il 13 aprile 2014 nel derby di Spalato contro l'RNK Spalato, subentrando al 76' al posto di Temurkhuja Abdukholiqov.
Il 1º febbraio 2016 viene acquistato dall'Udinese in cambio di 3 milioni di euro, più bonus. Il croato, che sceglie di indossare la maglia numero 99, si lega ai friulani fino al 2020. Esordisce in Serie A il 7 maggio 2017 da titolare contro l'Atalanta. Esce al 60' sostituito da Sven Kums. Il 28 maggio segna, con un tiro da fuori area, la sua prima rete nel campionato italiano, nel match perso 5-2 a San Siro contro l’Inter.
Dopo aver trascorso sei mesi al Fortuna Sittard, formazione impegnata in Eredivisie, il 30 agosto 2019 passa in prestito al Perugia. Non trovando spazio in rosa, il 14 febbraio 2020 passa in prestito al DAC Dunajská Streda. Il 7 agosto 2020 viene ceduto a titolo definitivo al club slovacco.
Il 21 febbraio 2023, viene acquistato in prestito annuale dal Dukla Banská Bystrica, militante in Fortuna Liga (prima divisione slovacca).

### Nazionale
Ha giocato numerose partite con le varie nazionali giovanili croate.

## Statistiche

### Presenze e reti nei club
Statistiche aggiornate al 18 maggio 2024.
| Stagione                   | Squadra                    | Campionato                 | Campionato | Campionato | Coppe nazionali | Coppe nazionali | Coppe nazionali | Coppe continentali | Coppe continentali | Coppe continentali | Altre coppe | Altre coppe | Altre coppe | Totale | Totale | Totale |
| Stagione                   | Squadra                    | Comp                       | Pres       | Reti       | Comp            | Pres            | Reti            | Comp               | Pres               | Reti               | Comp        | Pres        | Reti        | Pres   | Reti   |        |
| -------------------------- | -------------------------- | -------------------------- | ---------- | ---------- | --------------- | --------------- | --------------- | ------------------ | ------------------ | ------------------ | ----------- | ----------- | ----------- | ------ | ------ | ------ |
| 2013-2014                  | Hajduk Spalato             | 1.HNL                      | 2          | 0          | CC              | 0               | 0               | UEL                | 0                  | 0                  | SC          | 0           | 0           | 2      | 0      |        |
| 2014-2015                  | Hajduk Spalato             | 1.HNL                      | 14         | 4          | CC              | 3               | 2               | UEL                | 0                  | 0                  | -           | -           | -           | 17     | 6      |        |
| 2015-gen. 2016             | Hajduk Spalato             | 1.HNL                      | 16         | 2          | CC              | 2               | 0               | UEL                | 8                  | 2                  | -           | -           | -           | 26     | 4      |        |
| Totale Hajduk Spalato      | Totale Hajduk Spalato      | Totale Hajduk Spalato      | 32         | 6          |                 | 5               | 2               |                    | 8                  | 2                  |             | 0           | 0           | 45     | 10     |        |
| gen.-giu. 2016             | Udinese                    | A                          | 0          | 0          | CI              | -               | -               | -                  | -                  | -                  | -           | -           | -           | 0      | 0      |        |
| 2016-2017                  | Udinese                    | A                          | 4          | 1          | CI              | 0               | 0               | -                  | -                  | -                  | -           | -           | -           | 4      | 1      |        |
| 2017-2018                  | Udinese                    | A                          | 21         | 0          | CI              | 3               | 0               | -                  | -                  | -                  | -           | -           | -           | 24     | 0      |        |
| 2018-gen. 2019             | Udinese                    | A                          | 4          | 0          | CI              | 1               | 0               | -                  | -                  | -                  | -           | -           | -           | 5      | 0      |        |
| Totale Udinese             | Totale Udinese             | Totale Udinese             | 29         | 1          |                 | 4               | 0               |                    | -                  | -                  |             | -           | -           | 33     | 1      |        |
| gen.-giu. 2019             | Fortuna Sittard            | ED                         | 13         | 1          | CO              | -               | -               | -                  | -                  | -                  | -           | -           | -           | 13     | 1      |        |
| 2019-feb. 2020             | Perugia                    | B                          | 10         | 0          | CI              | 1               | 0               | -                  | -                  | -                  | -           | -           | -           | 11     | 0      |        |
| feb.-lug. 2020             | DAC Dunajská Streda        | SL                         | 3+4        | 0+1        | CS              | 2               | 1               | UEL                | -                  | -                  | -           | -           | -           | 9      | 2      |        |
| 2020-2021                  | DAC Dunajská Streda        | SL                         | 20+10      | 5+2        | CS              | 2               | 0               | UEL                | 3                  | 1                  | -           | -           | -           | 35     | 8      |        |
| 2021-2022                  | DAC Dunajská Streda        | SL                         | 14+3       | 2          | CS              | 0               | 0               | UECL               | 2                  | 0                  | -           | -           | -           | 19     | 2      |        |
| 2022-feb. 2023             | DAC Dunajská Streda        | SL                         | 0          | 0          | CS              | 0               | 0               | UECL               | 0                  | 0                  | -           | -           | -           | 0      | 0      |        |
| Totale DAC Dunajská Streda | Totale DAC Dunajská Streda | Totale DAC Dunajská Streda | 54         | 10         |                 | 4               | 1               |                    | 5                  | 1                  |             | -           | -           | 63     | 12     |        |
| feb.-giu. 2023             | Dukla B.B.                 | SL                         | 2+10       | 2+3        | CS              | -               | -               | -                  | -                  | -                  | -           | -           | -           | 12     | 5      |        |
| 2023-gen. 2024             | Zrinjski Mostar            | PL                         | 1          | 0          | CB              | 1               | 0               | UECL               | 2                  | 0                  | -           | -           | -           | 4      | 0      |        |
| gen.-giu. 2024             | ViOn Z.M.                  | SL                         | 4+9        | 0          | CS              | -               | -               | -                  | -                  | -                  | -           | -           | -           | 13     | 0      |        |
| 2024-2025                  | Chieti                     | D                          | 0          | 0          | CI-D            | -               | -               | -                  | -                  | -                  | -           | -           | -           | 0      | 0      |        |
| Totale carriera            | Totale carriera            | Totale carriera            | 164        | 23         |                 | 15              | 3               |                    | 15                 | 3                  |             | 0           | 0           | 194    | 29     |        |

### Cronologia presenze e reti in nazionale
| Cronologia completa delle presenze e delle reti in nazionale ― Croazia under 21 | Cronologia completa delle presenze e delle reti in nazionale ― Croazia under 21 | Cronologia completa delle presenze e delle reti in nazionale ― Croazia under 21 | Cronologia completa delle presenze e delle reti in nazionale ― Croazia under 21 | Cronologia completa delle presenze e delle reti in nazionale ― Croazia under 21 | Cronologia completa delle presenze e delle reti in nazionale ― Croazia under 21 | Cronologia completa delle presenze e delle reti in nazionale ― Croazia under 21 | Cronologia completa delle presenze e delle reti in nazionale ― Croazia under 21 |
| Data                                                                            | Città                                                                           | In casa                                                                         | Risultato                                                                       | Ospiti                                                                          | Competizione                                                                    | Reti                                                                            | Note                                                                            |
| ------------------------------------------------------------------------------- | ------------------------------------------------------------------------------- | ------------------------------------------------------------------------------- | ------------------------------------------------------------------------------- | ------------------------------------------------------------------------------- | ------------------------------------------------------------------------------- | ------------------------------------------------------------------------------- | ------------------------------------------------------------------------------- |
| 7-10-2015                                                                       | Serravalle                                                                      | San Marino under 21                                                             | 0 – 3                                                                           | Croazia under 21                                                                | Qual. Europeo Under-21 2017                                                     | -                                                                               | 66’                                                                             |
| 12-10-2015                                                                      | Zaprešić                                                                        | Croazia under 21                                                                | 3 – 4                                                                           | Russia under 21                                                                 | Amichevole                                                                      | -                                                                               | 9’ 55’                                                                          |
| 23-3-2017                                                                       | Nedelišće                                                                       | Croazia under 21                                                                | 3 – 0                                                                           | Slovenia under 21                                                               | Amichevole                                                                      | -                                                                               | 46’                                                                             |
| 31-8-2017                                                                       | Chișinău                                                                        | Moldavia under 21                                                               | 0 – 3                                                                           | Croazia under 21                                                                | Qual. Europeo Under-21 2019                                                     | -                                                                               | 71’                                                                             |
| 4-9-2017                                                                        | Hartberg                                                                        | Austria under 21                                                                | 1 – 1                                                                           | Croazia under 21                                                                | Amichevole                                                                      | -                                                                               |                                                                                 |
| 5-10-2017                                                                       | Varaždin                                                                        | Croazia under 21                                                                | 2 – 1                                                                           | Bielorussia under 21                                                            | Qual. Europeo Under-21 2019                                                     | -                                                                               | 77’                                                                             |
| 9-10-2017                                                                       | Varaždin                                                                        | Croazia under 21                                                                | 5 – 1                                                                           | Rep. Ceca under 21                                                              | Qual. Europeo Under-21 2019                                                     | -                                                                               | 84’                                                                             |
| 8-11-2017                                                                       | Velika Gorica                                                                   | Croazia under 21                                                                | 5 – 0                                                                           | San Marino under 21                                                             | Qual. Europeo Under-21 2019                                                     | -                                                                               |                                                                                 |
| 13-11-2017                                                                      | Salonicco                                                                       | Grecia under 21                                                                 | 1 – 1                                                                           | Croazia under 21                                                                | Qual. Europeo Under-21 2019                                                     | -                                                                               | 70’                                                                             |
| 23-3-2018                                                                       | Karviná                                                                         | Rep. Ceca under 21                                                              | 2 – 1                                                                           | Croazia under 21                                                                | Qual. Europeo Under-21 2019                                                     | -                                                                               |                                                                                 |
| 27-3-2018                                                                       | Velika Gorica                                                                   | Croazia under 21                                                                | 4 – 0                                                                           | Moldavia under 21                                                               | Qual. Europeo Under-21 2019                                                     | -                                                                               | 42’                                                                             |
| Totale                                                                          |                                                                                 | Presenze                                                                        | 11                                                                              |                                                                                 | Reti                                                                            | 0                                                                               |                                                                                 |

## Palmarès

### Competizioni giovanili
- Kup Hrvatske u nogometu za juniore: 1

Hajduk Spalato: 2013-2014